# Heinrich Georg Barkhausen
Heinrich Georg Barkhausen (2. prosince 1881, Brémy – 20. února 1956, Drážďany) byl německý fyzik.
Pracoval v oboru elektronové fyziky a elektrotechniky, stanovil základní zákony pro elektronky (tzv. Barkhausenovy rovnice), elektrické kmitání (např. Barkhausenovo-Kurzovo kmitání), elektroakustiku a feromagnetismus (např. objev Barkhausenova efektu).